# Львівська державна фінансова академія
Львівська державна фінансова академія — вищий навчальний заклад у Львові.
Львівську державну фінансову академію створено липні 2004 року згідно розпорядження Кабінету Міністрів України від 13.07.04 р. № 471-р на базі Львівського державного фінансово-економічного інституту. [Архівовано 14 жовтня 2018 у Wayback Machine.]
У 2015 р. міністерство освіти ухвалило рішення про припинення діяльності Львівської державної фінансової академії шляхом її приєднання до Львівського національного університету імені Івана Франка.

## Факультети та напрями підготовки
- Фінансовий факультет (державні фінанси, казначейська справа, оподаткування, фінанси суб'єктів господарювання)
- Обліково-економічний факультет (облік і аудит, економічна кібернетика)
- Заочний факультет
- Факультет післядипломної освіти та довузівської підготовки

## Історія
Основні етапи становлення:
- 30.08.1957 — 01.12.1961 — Центральні фінансові курси
- 01.12.1961 — 25.10.1963 — Львівський філіал Чернівецького фінансового технікуму
- 25.10.1963 — 24.12.1993 — Львівський фінансовий технікум
- 24.12.1993 — 16.11.1998 — Львівський фінансово-економічний коледж
- 16.11.1998 — 13.07.2004 — Львівський державний фінансово-економічний інститут
- з 13.07.2004 — Львівська державна фінансова академія
- 09.07.2015 — міністерство освіти ухвалило рішення про припинення діяльності Львівської державної фінансової академії шляхом її реорганізації — приєднання до Львівського національного університету імені Івана Франка
- 16.07.2015 — вченою радою ЛНУ ім. І.Франка на базі Львівської державної фінансової академії створено факультет управління фінансами та бізнесу.